# Pierre Auger Cosmic Ray Observatory

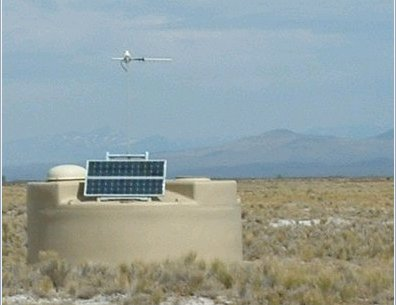
Een station met een Tsjerenkovdetector

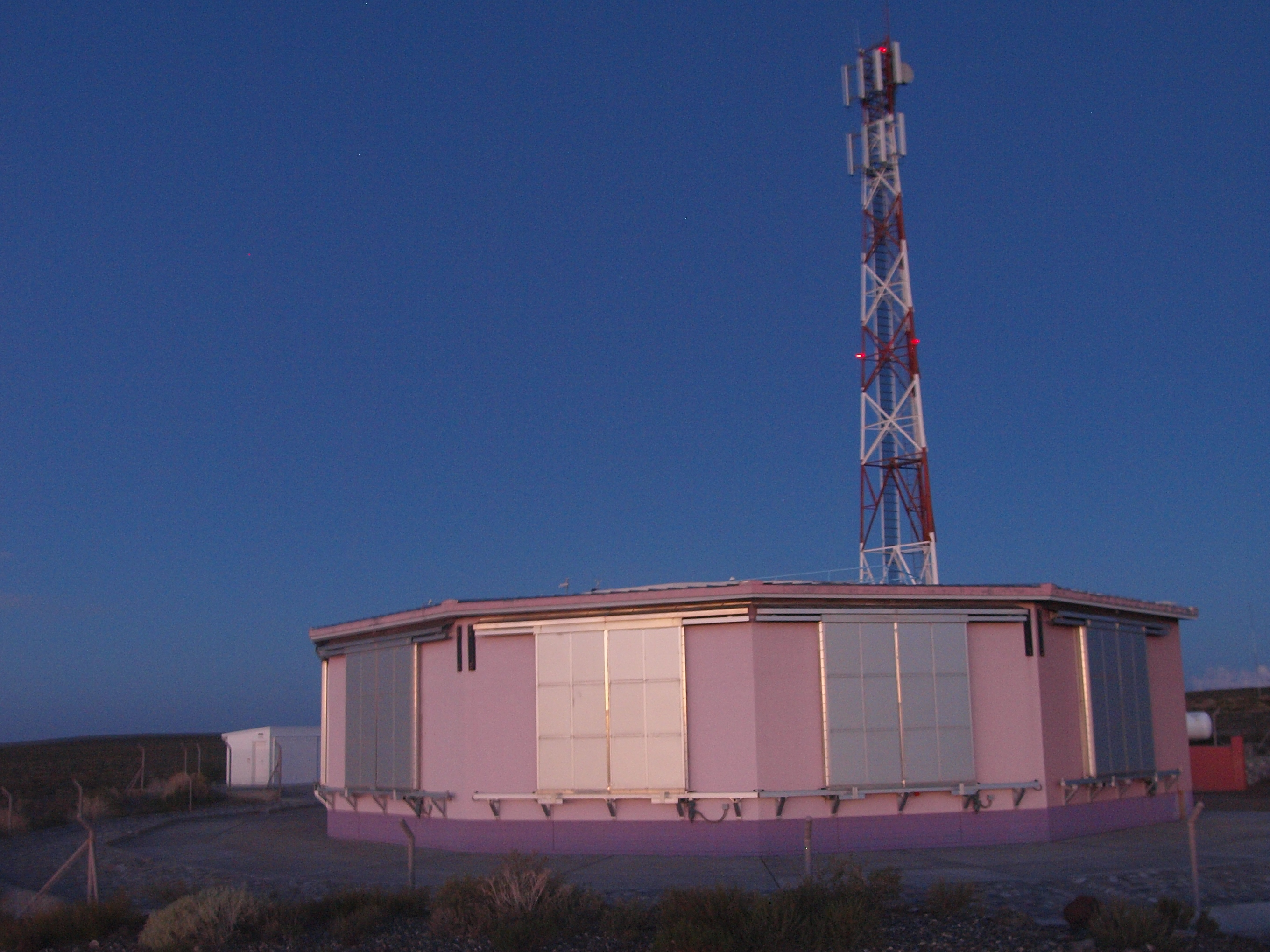
Een van de vier gebouwen met de fluorescentietelescopen

Het Pierre Auger Cosmic Ray Observatory is een internationaal observatorium voor kosmische straling in Argentinië, nabij de plaats Malargüe in de provincie Mendoza. Het is vernoemd naar de Franse natuurkundige Pierre Victor Auger.
Het observatorium beslaat een gebied van 3.000 km², qua oppervlakte is dit vergelijkbaar met een land als Luxemburg. Er wordt gebruikgemaakt van twee types detectoren, Tsjerenkovdetectoren en fluorescentietelescopen.
Tsjerenkovdetectoren maken gebruik van het Tsjerenkov-effect. Een detector bestaat uit een watertank en drie fotomultiplicators. Een hoogenergetisch kosmisch deeltje dat in de watertank terechtkomt veroorzaakt zichtbaar blauw licht ten gevolge van het Tsjerenkov-effect. Wanneer meerdere deeltjes uit eenzelfde stralenbundel verschillende Tsjerenkovdetectors op de grond raken kan men de richting van de straling berekenen. In totaal staan over het gehele gebied verspreid 1600 Tsjerenkovdetectoren opgesteld in een driehoekstructuur met een afstand van 1,5 km tussen afzonderlijke detectoren.
Daarnaast wordt gebruikgemaakt van 27 fluorescentietelescopen die op vier plaatsen aan de rand van het gebied, in elke windrichting één, opgesteld staan. Deze detecteren de zwakke fluorescentie die door een regen van kosmische deeltjes wordt veroorzaakt in de atmosfeer. Doordat deze fluorescentie zo zwak is, kunnen de fluorescentiedetectoren slechts functioneren bij maanlichtloze nachten.
Met de bouw van het hele project is men begonnen in 2000, de eerste metingen werden verricht in 2004 en het project is voltooid in 2008. In totaal nemen 15 landen aan het project deel, waaronder Nederland.